# Chromatophania picta
Chromatophania picta là một loài ruồi trong họ Tachinidae.